# Inverno dei fiori
Inverno dei fiori è un singolo del cantante italiano Michele Bravi, pubblicato il 2 febbraio 2022 su etichetta discografica Universal Music Italia.
Il brano è stato eseguito in gara al Festival di Sanremo 2022 durante la prima serata della kermesse musicale. Al termine della competizione, il brano si è classificato alla decima posizione.

## Descrizione
Il singolo è stato scritto da Michele Bravi, Federica Abbate e Alex Andrea Vella.

## Accoglienza
Francesco Chignola di TV Sorrisi e Canzoni descrive la canzone come «pop intensa, dall'arrangiamento elegante e ricercato», riscontrando che «nel testo scava nella paura di perdersi, di non essere abbastanza, nel bisogno di chiedere aiuto». Anche Andrea Laffranchi de il Corriere della Sera si sofferma sul testo, scrivendo che «proietta la sua sensibilità emotiva nelle immagini della canzone» sebbene ritrovi che «la sua malinconica ricerca della felicità è troppo fragile».
Andrea Conti per Il Fatto Quotidiano afferma che nella canzone si ritrova «umanità, empatia e condivisione» e che si tratti di un brano «elegante, che regala una nuova fase artistica del cantautore». Il Messaggero rimane piacevolmente colpito dai versi, scrivendo che si tratti «una poesia in musica», riportando che «il testo parla della disperazione di chi crede che la sopravvivenza sia legata solo all'amore che però non si riesce ad affrontare».
Meno entusiasta Francesco Prisco de Il Sole 24 Ore, che trova il brano parecchio «sofisticato e poco orecchiabile» rimanendo poco colpito dalla scrittura del testo.

## Video musicale
Il video musicale, diretto dallo stesso Bravi e Roberto Chierici, è stato pubblicato in concomitanza del lancio del singolo sul canale YouTube del cantante. Bravi definisce così il video:

## Tracce
Testi di Michele Bravi, Federica Abbate e Alex Andrea Vella, musiche di Michele Bravi, Federica Abbate, Alex Andrea Vella e Francesco "Katoo" Catitti.
1. Inverno dei fiori – 2:56

## Classifiche
| Classifica (2022) | Posizione massima |
| ----------------- | ----------------- |
| Italia            | 14                |